# مايكل كين (موسيقي)
مايكل كين (بالإنجليزية: Michael Cain)‏ هو عازف جاز وعازف بيانو وملحن أمريكي، ولد في 2 أبريل 1966.

## وصلات خارجية
- مايكل كين على موقع ميوزك برينز (الإنجليزية)
- مايكل كين على موقع أول ميوزيك (الإنجليزية)
- مايكل كين على موقع ديسكوغز (الإنجليزية)